# 利亚尔
利亚尔（法語：Liart，法語發音：[ljaʁ]）是法国大東部大區阿登省的一个市镇，属于沙勒维尔-梅济耶尔区。

## 地理
利亚尔（49°46'12"N, 4°20'30"E）面积13.44 平方千米，位于法国大東部大區阿登省，该省份为法国北部内陆省份，西接埃纳省，南至马恩省，东临默兹省，北与比利时接壤。
与利亚尔接壤的市镇（或旧市镇、城区）包括：阿乌斯特、拉费雷、洛尼博尼、马朗韦、马尔勒蒙、普雷。

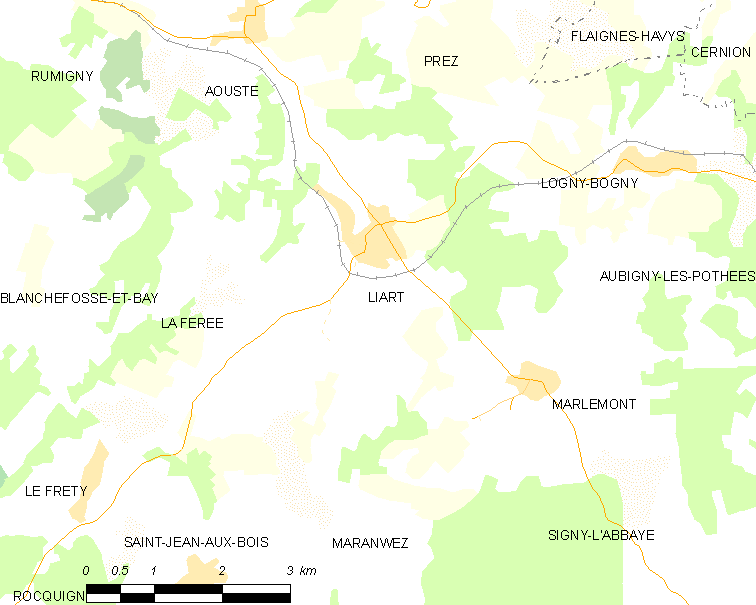
利亚尔的OSM定位图

利亚尔的时区为UTC+01:00、UTC+02:00（夏令时）。

## 行政
利亚尔的邮政编码为08290，INSEE市镇编码为08254。

## 政治
利亚尔所属的省级选区为锡尼拉拜县。

## 人口

1962-2008年间利亚尔人口变化图示

利亚尔于2022年1月1日时的人口数量为596人。